# رامايانا

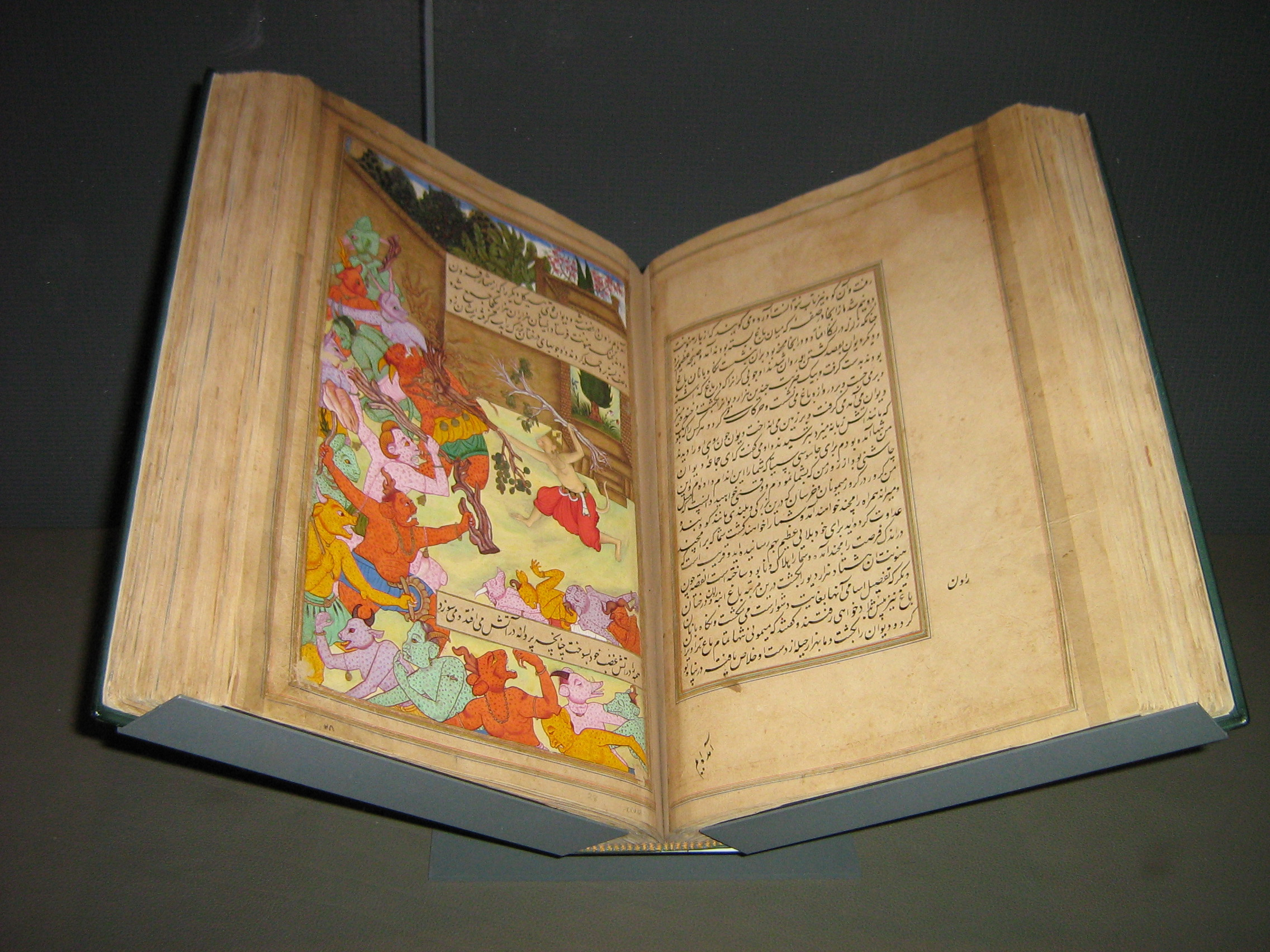
الراميانا بالفارسية - القرن السادس عشر الميلادي

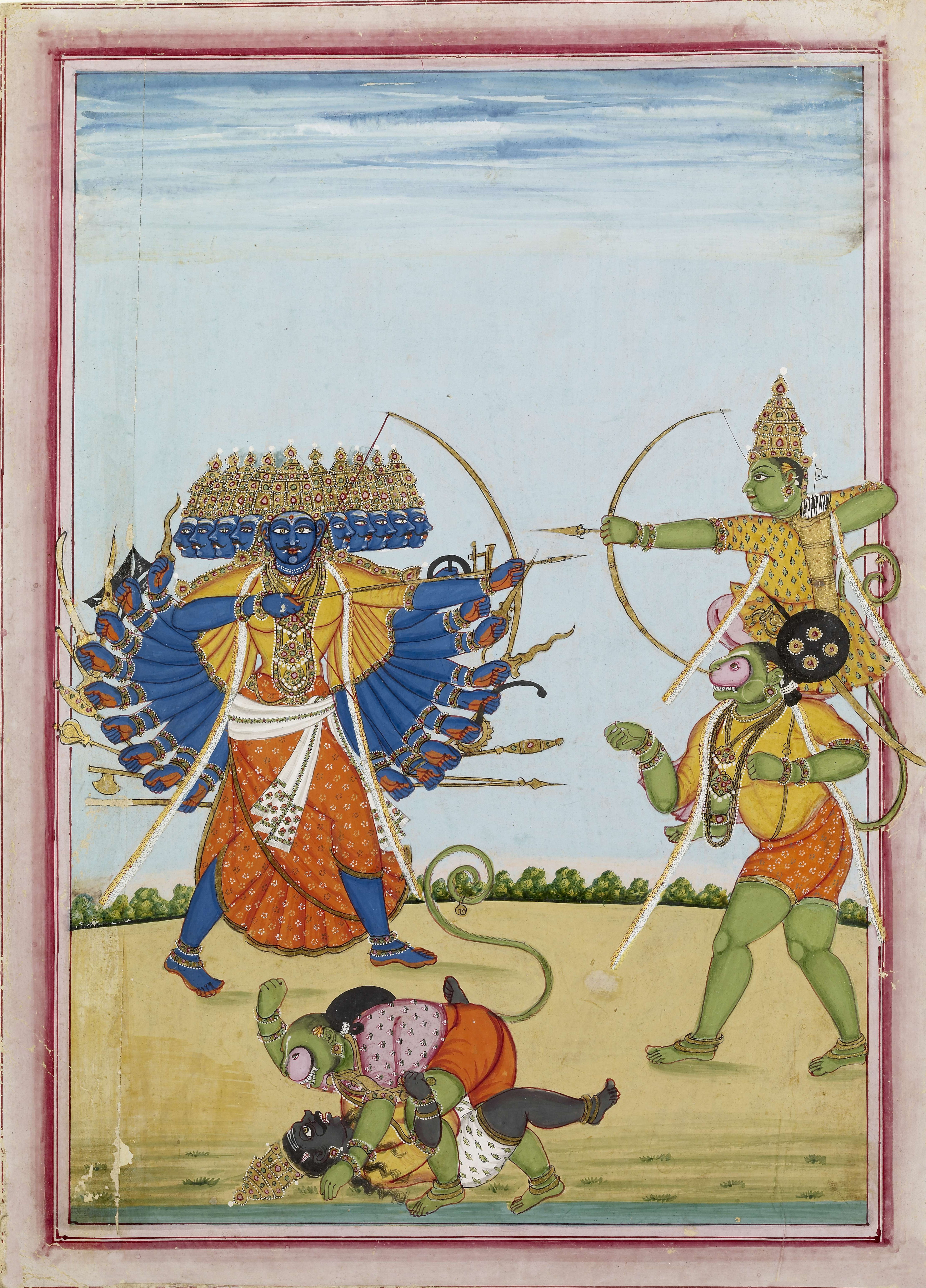
صورة تنسب للشعر

رامايانا (دڤناگري: Rāmāyaṇa, रामायण) هي ملحمة شعرية هندية قديمة بالسنسكريتية تـُنسب إلى الشاعر ڤالميكي. وتعتبر من التراث الهندي وتكاد تكون نصاً مقدساً، وهي ملحمة لا يزيد طولها على ألف صفحة، قوام الصفحة منها ثمانية وأربعون سطراً؛ وعلى الرغم من أنها كذلك أخذت تزداد بالإضافات من القرن الثالث قبل الميلاد إلى القرن الثاني بعد الميلاد، فإن تلك الإضافات فيها أقل عدداً مما في المهابهاراتا، ولا تشوه الموضوع الأصلي كثيراً؛ ويعزو الرواة هذه القصيدة إلى رجل يسمى ڤالميكي، وهو كنظيره المؤلف المزعوم للملحمة الأخرى الأكبر منها، يظهر في الحكاية شخصية من شخصياتها ولكن الأرجح أن القصيدة من إنشاء عدد كبير من المنشدين العابرين، أمثال أولئك الذين لا يزالون ينشدون هاتين الملحمتين، وقد يظلون يتابعون إنشادهما تسعين ليلة متعاقبة، على مستمعين مأخوذين بما فيها من سحر. وكما أن المهابهاراتا تشبه الإلياذة في كونها قصة حرب عظيمة أنشبتها الآلهة والناس، وكان بعض أسبابها استلاب أمة لامرأة جميلة من أمة أخرى؛ فكذلك تشبه رامايانا الأوديسية وتقصّ عما لاقاه أحد الأبطال من صعاب وأسفار، وعن انتظار زوجته صابرة حتى يعود إليها فيلتئم شملها من جديد، وترى في فاتحة الملحمة صورة لعصر ذهبي، كان فيه «دازا- راذا» يحكم مملكته «كوسالا» (وهي ما يسمى الآن مدينة أودا) من عاصمته «أيوذيا»:
مزداناً بما تزدان به الملوك من كرامة وبسالة، وزاخراً بترانيم الفيدا المقدسة
أخذ (دازا- راذا) يحكم ملكه في أيام الماضي السعيد...
إذ عاش الشعب التقيُّ مسالماً، كثير المال رفيع المقام
لا يأكل الحسد قلوبهم؛ ولا يعرفون الكذب فيما ينطقون؛
فالآباء بأسْراتهم السعيدة يملكون ما لديهم من ماشية وغلة وذهب
ولم يكن للفقر المدقع والمجاعة في (أيوديا) مقام.

## الخصائص النصية

### النوع
تنتمي رامايانا إلى نوع إيتهاسا، وهي روايات الأحداث الماضية (بورافريتا)، والتي تتضمن ملاحم ماهابهاراتا، ورامايانا، وبورانا. يتضمن هذا النوع أيضًا تعاليم حول أهداف الحياة البشرية. يصور واجبات العلاقات، ويصور شخصيات مثالية مثل الأب المثالي، والخادم، والأخ، والأخت، والزوج، والزوجة، والملك. مثل ماهابهاراتا، تقدم رامايانا تعاليم الحكماء الهندوس القدماء في قصة رمزية سردية، تتخللها عناصر فلسفية وأخلاقية.

### البناء
في شكلها الحالي، رامايانا لفالميكي هي قصيدة ملحمية تحتوي على أكثر من 24,000 بيت شعري، مقسمة إلى سبعة كاندات (بالا كاندا، أيودهيا كاندا، أرانيا كاندا، كيسكيندا كاندا، سوندارا كاندا، يودها كاندا، أوتارا كاندا)، ونحو 500 سارجاس (فصول). تعتبر من أطول القصائد الملحمية التي كتبت في التاريخ.

### التأريخ
تتراوح التقديرات العلمية للمرحلة الأولى من النص المتاح بين القرن السابع والقرن الرابع قبل الميلاد، وتمتد المراحل اللاحقة حتى القرن الثالث الميلادي. وفقًا لروبرت بّي. غولدمان (1984)، يعود تاريخ أقدم أجزاء رامايانا إلى أوائل القرن السابع قبل الميلاد. لا يمكن أن تكون الأجزاء اللاحقة قد ألِفت بعد القرن السادس أو الخامس قبل الميلاد، بسبب السرد الذي لم يذكر البوذية (التي تأسست في القرن الخامس قبل الميلاد) ولا بروز ماجادها (التي برزت في القرن السابع قبل الميلاد). يذكر النص أيضًا أيوديا باعتبارها عاصمة كوسالا، بدلًا من اسمها اللاحق ساكيتا أو العاصمة اللاحقة لشرافاستي. من حيث زمن السرد، فإن أحداث رامايانا تسبق المهابهاراتا. يعتبر غولدمان وساذرلاند غولدمان (2022) أن أقدم نسخة باقية من رامايانا ألِفت نحو 500 قبل الميلاد.
الكتب من الثاني إلى السادس هي أقدم جزء من الملحمة، بينما يبدو أن الكتابين الأول والأخير (بالاكاندا وأوتارا كاندا، على التوالي) هما إضافات لاحقة. أدت الاختلافات في الأسلوب والتناقضات السردية بين هذين المجلدين وبقية الملحمة إلى دفع العلماء منذ هيرمان جاكوبي إلى الوقت الحاضر نحو هذا الإجماع.

### التنقيحات
يحتوي نص رامايانا على العديد من التصورات الإقليمية، والتنقيحات، والتنقيحات الفرعية. يميز عالم النصوص روبرت بّي. غولدمان بين تنقيحين إقليميين رئيسيين: الشمال (ش) والجنوب (ج). كتب الباحث روميش تشوندر دوت أن «الرامايانا، مثل المهابهاراتا، عبارة عن تطور لعدة قرون، لكن القصة الرئيسية بشكل أكثر وضوحًا هي خلق عقل واحد».
كان هناك نقاش حول ما إذا كان المجلدان الأول والأخير (بالا كاندا وأوتارا كاندا) من رامايانا فالميكي من تأليف المؤلف الأصلي. أوتارا كاندا، بالا كاندا، على الرغم من أنها تُحسب كثيرًا من بين الملحمة الرئيسية، لكنها ليست جزءًا من الملحمة الأصلية. على الرغم من أن بالا كاندا يُنظر إليه أحيانًا في الملحمة الرئيسية، لكن وفقًا للعديد من أوتارا كاندا هو بالتأكيد استيفاء لاحق وبالتالي لا يُنسب إلى عمل فالميكي. أعيد تأكيد هذه الحقيقة من خلال عدم وجود هذين الكاندا في أقدم مخطوطة. لا يعتقد العديد من الهندوس أنهما جزء لا يتجزأ من الكتاب المقدس بسبب بعض الاختلافات في الأسلوب والتناقضات السردية بين هذين المجلدين وبقية المجلدات.

يُعتقد أيضًا أن أوتارا كاندا تمثل تناقضًا مباشرًا من حيث كيفية تصوير راما ودارما في بقية الملحمة. قال إم. آر. باراميسواران إن التكيف في القيم المجتمعية مثل مواقف المرأة والشودرا في المجتمع يُظهر أن أوتارا كاندا هو إدراج لاحق وليس جزءًا من الملحمة الأصلية.
نظرًا لأن راما كان يُقدَّر باعتباره دارماتما، فإن أفكاره التي تظهر في رامايانا لا يمكن استبدالها بأفكار جديدة حول ماهية الدارما، إلا من خلال الادعاء بأنه هو نفسه تبنى تلك الأفكار الجديدة. هذا ما تفعله [أوتارا كاندا]. هي تجسد الأفكار الجديدة في قصتين يُشار إليهما عادةً باسم سيتا-باريتيجا، وهما التخلي عن سيتا (بعد عودة راما وسيتا إلى أيودهيا وتكريس راما ملكًا) وسامبوكا-فادا، أي قتل الزاهد سامبوكا. ينسب أوتارا كاندا كلا الفعلين إلى راما، الذي اعترف الناس بأنه صالح ونموذج يحتذى به. من خلال نسب كاندا إضافية من رامايانا لفالميكي نفسه، نجح أوتارا كاندا، إلى حد كبير، في تخريب القيم المقدمة في رامايانا لفالميكي.

## الملخص

### بالا كاندا
تعتبر بالا كاندا، جزئيًا إن لم يكن بأكملها، عمومًا استكمالًا للملحمة.
تبدأ الملحمة بسؤال الحكيم فالميكي نارادا عما إذا كان ما يزال هناك رجل صالح في العالم، فيجيب نارادا أن مثل هذا الرجل هو راما. يبتكر فالميكي شكلًا جديدًا من الوزن الشعري يسمى سلوكا، ثم يُمنح القدرة على تأليف قصيدة ملحمية عن راما، وذلك بعد رؤية عصفورين يُرْمَيَان. درّس قصيدته للأولاد لافا وكوا، وبدورهم قرأوها في جميع أنحاء الأرض وفي النهاية في بلاط الملك راما، والذي بدأ بعد ذلك السرد الرئيسي.
كان داساراثا ملك أيوديا. كان لديه ثلاث زوجات: كوساليا، كايكيي، وسوميترا. لم يكن لديه ولد، ولرغبته في الحصول على وريث شرعي قدم تضحية للنار تعرف باسم بوتريا إستي. في هذه الأثناء، قدمت الآلهة التماسًا إلى براهما وفيشنو بشأن رافانا، ملك راكساس الذي يرهب الكون. وهكذا اختار فيشنو أن يُولد في عالم الفناء لمحاربة الشيطان رافانا. نتيجة لذلك، كان راما أول مولود لكوساليا، وكانت كايكيي أم بهاراتا، وسوميترا أم لاكمانا وساتروغنا.
عندما بلغ راما من العمر 16 عامًا، جاء ريشي (الحكيم) فيفاميترا إلى بلاط داساراثا بحثًا عن المساعدة ضد الشياطين الذين كانوا يزعجون طقوس القربان.